# Clavi harp
Ne doit pas être confondu avec Clavi-harpe.
Le clavi harp est un instrument de musique inventé en 1953 par Maurice Martenot dans le but de proposer un guide-chant destiné aux élèves de son école musicale, l’École d'Art Martenot. Cet instrument sera agréé par la suite par le Ministère de l’Éducation Nationale (Commission d'étude et d'agrément des moyens d'enseignement de la musique).
Cet instrument comporte deux octaves (Fa2 au Fa4) et se joue avec le bout des doigts en actionnant des tiges métalliques. Il s'accorde en rétrécissant ou en allongeant les boucles de ces tiges métalliques à l'aide d'une pince.
À l'époque, était fourni avec l'instrument un système de micro piezo, qui permettait d'amplifier le son en branchant l'instrument. Sa sonorité, plus douce qu'un piano jouet, rappelle le son du vibraphone ou du célesta. Plusieurs groupes ou musiciens l'utilisent aujourd'hui comme ANA-R, Chapi Chapo et les petites musiques de pluie, Watine ou encore Pascal Ayerbe.

## Dimensions
- Poids : 1 kg
- Longueur : 38 cm
- Hauteur : 15 cm
- Largeur : 7 cm